# Omphaletis metaneura
Omphaletis metaneura är en fjärilsart som beskrevs av Oswald Beltram Lower 1908. Omphaletis metaneura ingår i släktet Omphaletis och familjen nattflyn. Inga underarter finns listade i Catalogue of Life.